# Születésnap

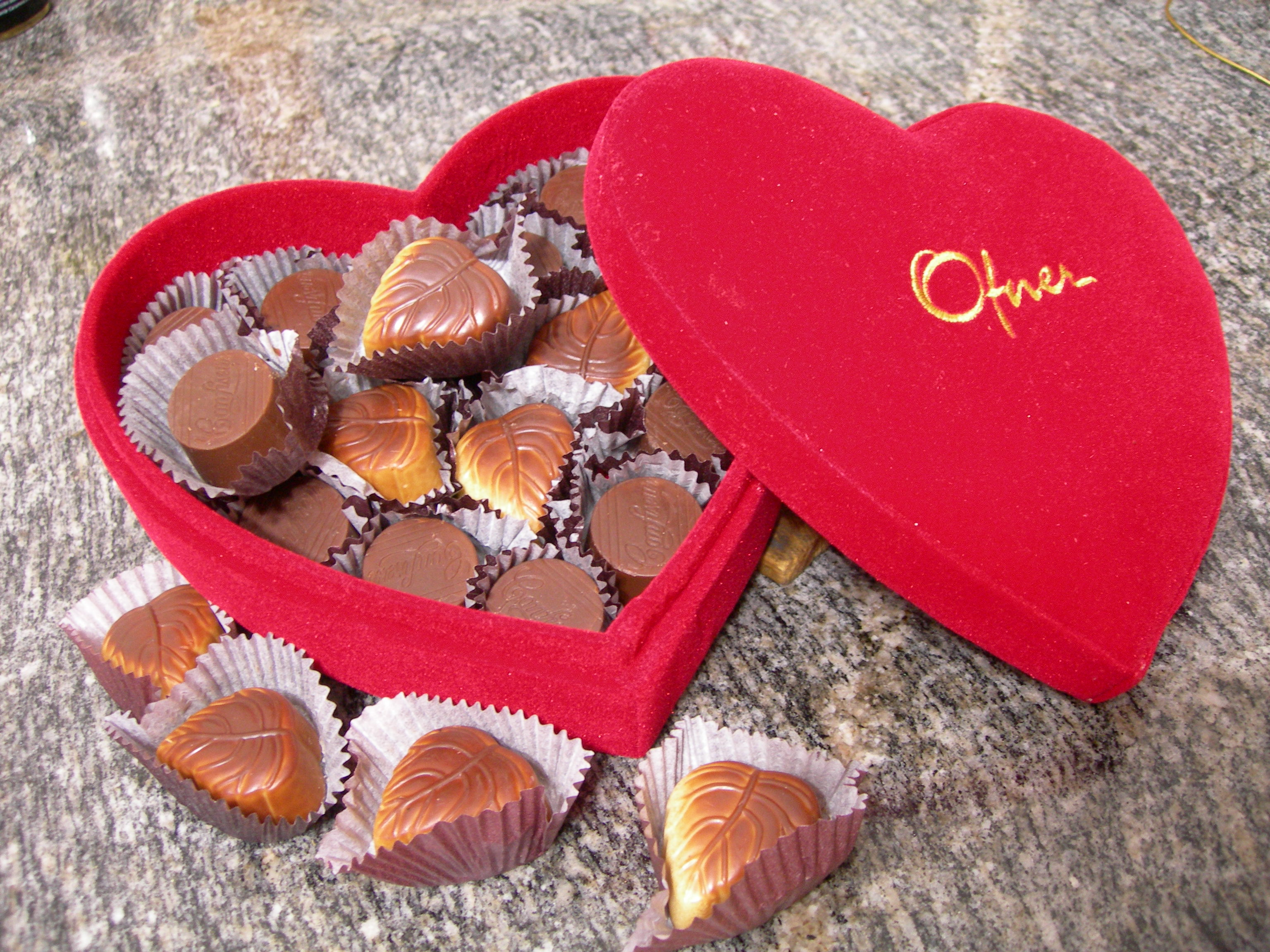
Édes születésnapi ajándék: a csokoládé

A születésnap az élőlények születési évfordulója. A legtöbb emberi kultúrában számon tartják, ünnepnek tekintik, és számos hagyomány kötődik hozzá. A születésnap megünneplésének módja kultúrától függ. Gyakran az ünnephez vallási rítusok kötődnek. Általában tortával, ajándékkal, gratuláló üzenetekkel vagy akár egy köszöntő beszéddel/verssel lepik meg az ünnepeltet. A tortán általában gyertyák vannak vagy egy szám, ami kifejezi az ünnepelt születéstől eltelt éveinek számát. Születésnapokon az emberek partikat szoktak rendezni a nyugati kultúrákban. Az ünnepelt általában csendben kívánságot fogalmazhat meg azzal kapcsolatban, amire éppen vágyik. Ez sokszor a tortán levő gyertyák elfújásánál történik meg.

## Különböző kultúrákban
A születésnapok között vannak nevezetesek is. Például, amikor valaki nagykorúvá érik vagy éppen nyugdíjba megy. A születésnapokat különböző kultúrákban különböző módokon ünneplik meg. Az USA-ban és Kandában a 16. születésnapot az "édes 16-ik" néven illetik, vagy Ázsiában a 60-ik születésnap ilyen nevezetes szám. 

## Nevezetes születésnapok
Továbbá megünneplik a híres születésnapokat is. A Karácsony Jézus Krisztus születése. 

## Névnap
Több római katolikus és orthodox országban a keresztnév napját is ünneplik, amely hasonló a születésnaphoz, viszont nem annyira nevezetes alkalomnak számít. 